# Heteropoda buxa
Heteropoda buxa là một loài nhện trong họ Sparassidae.
Loài này thuộc chi Heteropoda. Heteropoda buxa được Subhendu Sekhar Saha, Biswamoy Biswas & Dinendra Raychaudhuri miêu tả năm 1995.